# Tiro ai Giochi olimpici intermedi
Il tiro a segno ai Giochi olimpici intermedi del 1906 di Atene fu rappresentato da sedici eventi.

## Risultati
| Evento                                       | Oro                         | Argento                | Bronzo                      |
| Pistola automatica 25 metri                  | Maurice Lecoq               | Léon Moreaux           | Arisitidis Rangavis         |
| Pistola 50 metri                             | Geōrgios Orfanidīs          | Jean Fouconnier        | Aristidis Rangavis          |
| Pistola da duello 20 metri                   | Léon Moreaux                | Cesare Liverziani      | Maurice Lecoq               |
| Pistola da duello 30 metri                   | Konstantinos Skarlatos      | Hübner von Holst       | Vilhelm Carlberg            |
| Carabina 50 metri 3 posizioni                | Gudbrand Skatteboe          | Konrad Stäheli         | Jean Reich                  |
| Carabina 50 metri proni                      | Gudbrand Skatteboe          | Louis Richardet        | Konrad Stäheli              |
| Carabina 50 metri in ginocchio               | Konrad Stäheli              | Louis Richardet        | Marcel Meyer de Stadelhofen |
| Carabina 50 metri in piedi                   | Gudbrand Skatteboe          | Julius Braathe         | Albert Helgerud             |
| Carabina 50 metri (free position)            | Marcel Meyer de Stadelhofen | Konrad Stäheli         | Léon Moreaux                |
| Carabina squadre                             | Svizzera (bandiera)         | Norvegia (bandiera)    | Francia (bandiera)          |
| Pistola militare 25 metri (modello standard) | Louis Richardet             | Alexandros Theofilakīs | Georgios Skotadis           |
| Pistola militare 25 metri (modello del 1873) | Jean Fouconnier             | Raoul de Boigne        | Hermann Martin              |
| Carabina militare 200 metri                  | Léon Moreaux                | Louis Richardet        | Jean Reich                  |
| Carabina militare 300 metri                  | Louis Richardet             | Jean Reich             | Raoul de Boigne             |
| Fossa olimpica colpo singolo                 | Gerald Merlin               | Ioannis Peridis        | Sidney Merlin               |
| Fossa olimpica colpo doppio                  | Sidney Merlin               | Anastasios Metaxas     | Gerald Merlin               |

## Medagliere
| Posizione | Paese       |   |   |   | Totale |
| --------- | ----------- | - | - | - | ------ |
| 1         | Svizzera    | 5 | 6 | 4 | 15     |
| 2         | Francia     | 4 | 3 | 5 | 12     |
| 3         | Norvegia    | 3 | 2 | 1 | 6      |
| 4         | Grecia      | 2 | 3 | 3 | 8      |
| 5         | Regno Unito | 2 | 0 | 2 | 4      |
| 6         | Svezia      | 0 | 1 | 1 | 2      |
| 7         | Italia      | 0 | 1 | 0 | 1      |